# 元木浩二
元木 浩二（もとき こうじ、1963年（昭和38年）1月19日 - ）は、日本のキックボクサー、実業家。新日本キックボクシング協会（初代協会）ライト級王者。元日本キックボクシング連盟ライト級1位。ケーアップジャパンインターナショナル代表。昭和のキック同志会代表。

## 来歴

### デビューまで
東京都品川区出身。幼少期から文武両道の教育指針のもと厳しい教育を受ける中、格闘技に関心を持って育った。10代半ば頃まではストリートファイトに明け暮れるも、グループで群れること、筋の通らぬ事を嫌い、常に弱者の味方を心掛け、一匹狼を貫き信頼を得た元木は、地元とその近隣にその勇名悪名を轟かせる。 
そうした環境から武道・格闘技を身に着けることを両親からは一切反対されていた。心から信頼し尊敬していた父の言葉には絶対服従であったが、最終的にはその父から「中学を卒業したら自己責任で好きな道へ進んでよい」との許しを得る。1978年（昭和53年）に中学校の卒業式を迎えると、「キックの鬼」として知られる沢村忠などを輩出した目黒ジムの門を叩いた。

### デビューから12試合連続KO勝ち
1980年（昭和55年）新春、後楽園ホールにおいてバンタム級でデビュー。1階級軽いフライ級のリミット上限にすら達しないウエイトでリングに上がるも、その体重差をものともせず力の差を見せ付けるかのようにKO勝利でデビュー戦を飾る。格闘技専門誌月刊ゴングでは「この日の後楽園ホールで、特に目を引いたのがデビュー戦の元木浩二、肘打ち膝蹴りも使えるオールラウンドプレーヤーのウルトラ新人」と掲載された。
デビューから3戦目には、元木の所属するバンタム級より1階級重い日本フェザー級3位の東海太郎（東海）と対戦。東海は元木の鋭い左ストレートを受け、1ラウンド1分24秒で失神しKO負けを喫する。東海は担架搬送となり、観客の予想を大きく裏切った。月刊誌 Number23 には「飛びヒザ蹴りのキックボクサー元木浩二はツッパリ忘れた 18 歳、暴走族に目もくれず、校内暴力の暇もなく、キックの道をまっしぐら！第二の沢村忠を目指す！」と掲載された。 
その後も勝利を積み重ね12戦12勝 (12KO) の戦績を残したが、当時10代後半であった元木は急激な身体成長期にあり、バンタム級に留まるために過酷な減量に苦しむこととなる。そのため13戦目ではベストコンディションとはいかず判定での勝利となり、連続KOの記録更新は途絶えることとなった。

### 伊原ジム移籍後
1983年（昭和58年）4月、目黒ジムの先輩である伊原信一（現・新日本キックボクシング協会代表）と共に、後にジャッキー・チェンが顧問を務めることとなる「伊原ジム」を立ち上げ、目黒ジムから移籍した。同年9月には伊原ジムが日本キックボクシング協会から離脱、新たに新日本キックボクシング協会を設立した。
同1983年10月22日、新日本キックボクシング協会の設立記念興行として、当時フェザー級であった元木は1階級重い新日本ライト級1位の砂田克彦（東海）と対戦。10センチ以上もの身長差をものともせず、下馬評をよそに3ラウンド2分38秒KO勝利する。
その後、伊原信一会長はじめ、元木浩二、シーザー武志、武藤英男らのトップファイターは香港へも遠征し、香港クイーンエリザベススタジアムで激闘を繰り広げた。元木は強豪人気ファイター・陳文義（香港）と対戦。僅差で敗れはしたものの、その激闘を観戦した香港ファンからの惜しみない大歓声は暫く鳴り止まなかった。 
1984年（昭和59年）10月、新日本ライト級王者（初代協会期）に認定される。

### タイガー岡内との激戦
同1984年11月1日、日本キックボクシング界で分裂していた7団体のうち、4団体を統合した日本キックボクシング連盟が設立される。新日本キックボクシング協会もそのひとつの団体として共鳴し参入加盟した。翌1985年（昭和60年）6月7日、日本キックボクシング連盟興行に於いて、タイガー岡内（岡内ジム会長）と対戦することとなるが、元木は素早いパンチの連打をタイガーに浴びせ、1ラウンドKOでマットに沈めた。
しかし両者の戦いはこのままでは終わらず、同年11月9日、タイガー岡内と日本キック連盟ライト級王座決定戦として再戦することになる。再び元木の攻勢は続くも、粘りに粘った岡内をマットに沈めることはできず、試合は判定まで持ち越された。採点結果を待つ間にも観客からは元木の勝利を確信する歓声が湧き上がり、元木自身も勝利を確信したのかリングの中央に立ちチャンピオンベルトを巻く準備を整えていた。
やがて、レフェリーから「勝者、タイガー岡内！」との声が上がり場内は騒然となった。手を挙げられた岡内は唖然とし、観客席からもブーイングの嵐となった。チャンピオンとなったタイガー岡内は翌年の後楽園ホールでの興行の中で突如引退を宣言。再戦を望む伊原ジムの伊原信一会長がリングに駆け上がり「元木とハッキリ最終決着を着けんか！」と叫ぶ場面もあったが、タイガー岡内はこれを拒みリングを去り、両者の最終決着が果たされることはなかった。
その後、タイガー岡内の愛弟子で「タイガー」の名前を受け継いだ、岡内会長をも越える素質で将来を大きく期待されていたライト級新人王のタイガー明（岡内）と対戦するも、ゴングが鳴るなり力の差を見せ付けるかのように、得意の力強い左ミドルキックをタイガー明の脇腹へ仕掛け、先制攻撃で圧力をかけた。そこからは、一発一発切れの良い左右の重いパンチが炸裂、顔面から激しく流血するタイガーの返り血によって、元木浩二の純白のトランクスは、あっという間に真っ赤に染まった。留目はやはり得意の鋭い左ストレート、1ラウンドKOでキックの虎をマットに沈めた。
東京スポーツ新聞には「さすがキックのベテラン元木浩二、キックの虎を1R･KO」と掲載される。

### 世界興行、引退
その後も国内のみならずシンガポール・香港・韓国・アメリカ・タイといった諸外国の強豪選手と対戦、アグレッシブな重いパンチとヒジ打ち、多彩強力なキックで激闘を重ねた。
1990年（平成2年）、キック人生最後の試合は世界大戦興行で、またしてもライト級より1階級重いアメリカ海軍ウェルター級のトップランカーとの対戦となった。ゴングが鳴るやいなや、互いの激しい攻防戦の末、元木は狙い澄ましたかのような鋭い左ストレートを当て1ラウンドでKO勝ち。元木はデビュー戦から最後の最後までノックアウト勝利に拘り、キックボクサーとして「客に魅せられる美学」を常に心掛けていたという。
元木は、1980年のデビュー戦の試合以来一度もマウスピースを装着したことがなかったが、これは相手からのヒットを許さないという自信の表れだったのか、持ち前の気の強さだったのか、拘りだったのかは、最後まで本人から明言されなかった。
しかし激戦の代償として故障箇所が増えたことに加え、通りすがりに事故を目撃して人命救助に入った際、ボクシング人生で経験したよりも重い傷を受ける。これらが早期引退の最大要因となり、1991年（平成3年）10月19日、後楽園ホールにおいて引退式が挙行され、28歳にて引退。通算24戦19勝 (18KO) 5敗の戦績を残し、13年間のキック人生に幕を降ろした。
目黒ジム時代からの後輩には、鴇稔之（元・MA日本（マーシャルアーツ日本キックボクシング連盟）バンタム級王者）、新妻聡（元WKBA世界スーパーライト級王者）、小野寺力 （元・日本フェザー級王者・KNOCK OUTプロデューサー）、石井宏樹（元・タイ国ラジャダムナン・スタジアム・スーパーライト級王者）らがいる。

### 引退後
現役時代はファイトマネーの半分を交通遺児・老人ホーム・難病患者・阪神大震災の被災者などへ寄付していたほか、災害に際しては救援物資等の支援活動を行っていた。現役引退後も救援物資協力・義援金等の支援活動のため、2009年（平成21年）に元木を代表とする「昭和のキック同志会」を発足させた。この「昭和のキック同志会」は、昭和のリングに上がった同志がその良き時代のキックボクシングを懐かしみ、語らい、会食を楽しむ集まりから始まったが、そのままで留めることなく、この参加費等の一部を義援支援金･物資を送る資金として、その後も各被災地･被災者へ夢と希望と元気を届けようと、その活動を提唱･継続している。 キャッチフレーズは「昭和の良き時代、この培われた力を日本のために」。
この「昭和のキック同志会」参加メンバーには、タイ国において外国人初のラジャダムナン・スタジアム・ライト級王者に君臨した藤原敏男、プロボクシング元WBA（世界ボクシング協会）世界スーパーフェザー級王者・上原康恒、元WBA世界ライトフライ級王者の渡嘉敷勝男、1996年アトランタオリンピックでグレコローマンの日本代表選手であった西見健吉ら多くの王座経験者のほか、異種スポーツ選手や一般人などが含まれている。

## 通算戦績
24戦19勝 (18KO) 5敗

## 獲得タイトル
- 新日本ライト級王者（初代新日本キックボクシング協会期、1984年10月 - 1991年10月19日）